# Bon Chic... Bon Genre !
Cet article possède un paronyme, voir BCBG.
Albums de Marcel et son Orchestre
E=CM2 Dans la joie jusqu'au cou...
Bon Chic... Bon Genre ! est un album du groupe Marcel et son orchestre sorti en 2009. La pochette est du dessinateur Charb.

## Liste des titres
1. Marcel Attack!
2. Nous n'avons plus les moyens
3. Tuma
4. Décomplexé
5. Elle veut plus me donner la main
6. Pigeons/Vaches
7. La baignoire de Cloclo
8. Un Jour viendra
9. Restons calmes
10. Susceptible
11. Raconte la suite (première partie)
12. Trop de trop
13. Super Bricoleur
14. Révolution
15. Raconte la suite (deuxième partie)
16. Comme les filles
17. Elle est pas d'humeur
18. Au marché